# Polipedon
Polipedon – obszar złożony z podobnych pedonów, w przybliżeniu jednolity pod względem rodzaju profilu glebowego. Jest otoczony obszarami nie pokrytymi warstwą gleby (np. skały, zbiorniki wodne) lub innymi polipedonami. Między polipedonami znajduje się strefa przejściowa – pedoekoton.